# إندوميتاسين فارنيزيل
إندوميتاسين فارنيزيل Indometacin farnesil هو دواء مساعد، صمم للحد من الآثار الجانبية في مركب الإندوميتاسين الناجمة عن أسترة مجموعة الكاربوكسيل

## الزمرة الدوائية
مضادات الالتهاب غير الستيروئيدية

## تاريخه
تمت المصادقة عليه بدايةً في اليابان عام 1991، ثم أصبح متوفراً في اليابان وأندونيسيا تحت الاسم التجاري: Infree وDialon على التوالي.

## الاسم العلمي وفقاً لـIUPAC
(2E,6E)-3,7,11-trimethyldodeca-2,6,10-trien-1-yl [1-(4-chlorobenzoyl)-5-methoxy-2-methyl-1H-indol-3-yl]acetate

## الصيغة الكيميائية
C34H40ClNO4

## الكتلة المولية
562.14 g/mol

## الحرائك الدوائية
- الاستقلاب: يتحول إلى إندوميتاسين
- العمر النصفي: 1.5 ساعة.
- الإطراح: عبر الكلية.

## طرق الإعطاء
فموي.

## الحالة القانونية
يضرب بموجب وصفة طبية فقط.